# Tentação
Tentação (portugiesisch für „Versuchung“) ist ein Filmdrama des portugiesischen Filmregisseurs Joaquim Leitão aus dem Jahr 1997. Er beruht auf einem wahren Fall.
Der auch als Milieustudie der kleinstädtischen Sozialstruktur dienende Film thematisiert nicht nur das katholische Zölibat und die Vorurteile gegen Roma in der portugiesischen Mehrheitsgesellschaft, sondern auch das damals grassierende, von Heroin bestimmte Drogenproblem in Portugal, das in den 1990er Jahren bis weit in die Mitte der Gesellschaft vorgedrungen war, enorme Todesopfer, Leid und Kosten verursachte und schließlich etwa 1 % der Bevölkerung abhängig machte, bis sich die portugiesische Drogenpolitik ab 2001 zu einer außergewöhnlich fortschrittlichen Kehrtwende entschied.

## Handlung
Der gutaussehende und moderne Pater António ist Pfarrer in der Gemeinde einer konservativen Vila in der nordportugiesischen Provinz. Er kümmert sich um Benachteiligte wie die ungeliebte lokale Zigeunergruppe und hat für alle ein offenes Ohr. Auch geht er alte Probleme der kleinstädtischen Gemeinde zügig an, wie die Renovierung der örtlichen Kapelle. Mit seiner ruhigen, vertrauenswürdigen Art ist er beliebt und erfährt im Freundeskreis um die lokale Radiobetreiberin Alzira Unterstützung, hat wegen seiner fortschrittlichen und verständnisvollen Art aber auch Gegner, angeführt vom lokalen chauvinistischen Bauunternehmer Albano.
Die alleinstehende Mutter Lena gehört zu den schwarzen Schafen der Gemeinde. Die attraktive, aber verlorene und spröde Lena steht unter dem schlechten Einfluss ihrer drogensüchtigen Freundin Ana, und dann erscheint auch noch ihr brutaler Dealer und Ex-Freund Helder zurück in ihrem Leben. Als ihre Tochter bei einem Unfall ums Leben kommt, lässt sie sich endgültig gehen und gibt sich ungehemmt ihrer Heroinsucht hin. Pater António versucht der einsamen Frau bei ihren Problemen zu helfen und zieht damit noch mehr Unmut seiner Gegner auf sich. Eines Abends kommt es zur Eskalation, als Helder erst Lena und dann besonders brutal António angreift, bis Lena ihn mit dessen Wagen anfährt und zu Tode bringt.
Geleitet von seinem starken Drang, ihr zu helfen, sucht António immer stärker Lenas Nähe, bis er sich schließlich in sie verliebt und sich ganz und gar auf sie einlässt. Er nimmt mit ihr zusammen Heroin, bricht sein Zölibat, bleibt seine Miete schuldig und gerät in eine steile Abwärtsspirale, bis er eines Tages zur Besinnung kommt und die Situation wieder ins Reine bringen will.
Er führt in Eigenregie zuhause einen harten Entzug durch, offenbart seine Situation der wohlwollenden Alzira aus seinem Freundeskreis in der Gemeinde, stellt sich den Behörden und nimmt die Schuld an Helders Tod auf sich. In der abschließenden Gerichtsverhandlung besinnt sich dann auch Lena und gibt ihre Schuld am Tod Helders zu. Sie begründet ihren Sinneswandel dem überraschten Gericht mit ihrer Absicht, in der Haft zu genesen, und mit ihrer Gewissheit, bei ihrer Rückkehr vom Pater erwartet zu werden.

## Produktion
Der auf einem tatsächlichen Fall eines einer Frau und der Drogensucht verfallenen Priesters in Portugal beruhende Film wurde von August bis September 1997 überwiegend im nordportugiesischen Vila Flor gedreht, daneben wurden Aufnahmen in Cachão, Mindelo, Vila Nova de Gaia und Lissabon gemacht. Er wurde von der portugiesischen Filmproduktionsgesellschaft MGN Filmes in Koproduktion mit dem portugiesischen Privatsender SIC und der brasilianischen Produktionsfirma Sky Light Cinema hergestellt, unter finanzieller Beteiligung der portugiesischen Filmförderung IPACA (heute ICA) und der Filmförderung des brasilianischen Kulturministeriums.
Die Filmmusik stammt von der populären portugiesischen Rockband Xutos & Pontapés, mit zwei zusätzlichen Stücken, zum einen der von Francisco d’Orey und dem Chor São Bartolomeu aus Vila Flor interpretierte Sklavenchor der Hebräer aus der Oper Nabucco und zum anderen das Stück Sousa da ponte des volkstümlichen Sängers Quinzinho Portugal. Der Soundtrack mit den acht Stücken der Xutos & Pontapés erschien 1998 als CD bei EMI/Valentim de Carvalho.

## Rezeption
Nach einer Vorpremiere am 20. Dezember 1997 im großen Auditorium der Stiftung Gulbenkian in Lissabon kam Tentação am 26. Dezember 1997 in die portugiesischen Kinos, wo er mit 361.312 Besuchern ein enormer Publikumserfolg wurde. Er galt danach als kommerziell bis hierher erfolgreichste portugiesische Kinoproduktion.
Die Filmkritik nahm den Film ebenfalls positiv auf und zeigte sich insbesondere über die Schauspielleistung des ehemaligen Models Cristina Câmara in ihrem ersten Film überrascht. Auch die konzentrierten Kameraeinstellungen, die überzeugenden Leistungen der meisten Schauspieler, allen voran Hauptdarsteller Joaquim de Almeida, und die schlüssig erzählte und gesellschaftlich relevante Geschichte wurden gelobt. Negativ angemerkt wurden dagegen die zu zahlreichen Thematiken, die der Film anspricht, ebenso wie die zu vielen Figuren im Film, von denen einige sekundäre Erzählstränge hier nicht zu Ende geführt werden.
Der Film gewann die Globos de Ouro 1998 in mehreren Kategorien.
Tentação lief am 31. Oktober 2020 im Fernsehen, bei RTP1, und erschien 2002 als DVD bei MGN Filmes in Zusammenarbeit mit der Zeitung Público.